# Sint-Lindertmolen
De Sint Lindertmolen is een standerdmolen in het Midden-Limburgse Beegden (Gemeente Maasgouw).

## Geschiedenis
De molen is ergens na 1790 bij Panheel als een open standerdmolen. Het onderstel was dus niet ommuurd en bedekt zoals nu. In 1856 is de molen verplaatst naar de rand van de Beegderheide alwaar hij nu staat. In 1928 zijn de stenen muren aangebracht en is het dak voorzien van asfaltpapier. In 1965 werd de molen buiten bedrijf gesteld en werd er gemalen met behulp van een elektrische hamermolen. De molen werd in 1969 gerestaureerd, waarna er incidenteel nog gemalen werd. In 1997 werd ontdekt dat de bonte knaagkever het houtwerk zwaar had aangetast. De gemeente Heel kocht de molen en restaureerde die grondig, waarna ze in 2000 heropend kon worden.

## Technische details
- Type: Gesloten standerdmolen voor het malen van granen
- Inrichting: 2 koppels maalstenen
- Wieksysteem: oud-Hollands
- Vlucht: 25,20 m
- Roeden en staart: zogenaamde Derckx-staal
- Bijzonderheden: wachthuisje op balkon

## Bezoek
De molen is vrij te bezichtigen op woensdag- en zaterdagmiddag. Naast de molen is een ontvangst- en informatieruimte.